# Langenzenn

Lage

Langenzenn (fränkisch: „Langadsen“) ist eine Stadt im nordwestlichen Landkreis Fürth in Mittelfranken. Als einziges Unterzentrum im Landkreis Fürth ist Langenzenn insbesondere wegen der weiterführenden Schulen für den nördlichen Landkreis von zentraler Bedeutung.

## Geografie

### Geografische Lage
Der Ort liegt an der Zenn, einem von mehreren Flüssen, die in die im Osten gelegene Regnitz fließen. Diese Flüsse und größeren Bäche haben das leicht wellige Hügelland geprägt, das als Rangau bezeichnet wird. Die Ortsmitte liegt auf 312 m ü. NHN. Im Süden begrenzt der 427 m ü. NHN hohe Dillenberg das Gemeindegebiet.
Geologisch liegt Langenzenn im mittelfränkischen Becken des fränkischen Keuper-Lias-Lands. Entlang des Zenngrunds erstrecken sich Lehrberg-Schichten des mittleren Gipskeupers, südlich und nördlich Blasensandstein des Sandsteinkeupers. Sowohl der Sandstein als Baumaterial wie auch die Tone zur Ziegelherstellung wurden seit dem Mittelalter abgebaut.
Langenzenn ist Teil der Metropolregion Nürnberg und gehört damit zur Planungsregion Industrieregion Mittelfranken. Gut erreichbar sind die größeren Städte Fürth, Erlangen und Nürnberg.
Die Fläche des Stadtgebiets beträgt 4633 Hektar. Davon sind 51 % landwirtschaftliche Nutzfläche (350 ha Dauergrünland und 1595 ha Ackerland) und 29 % bewaldet. Die Siedlungs- und Verkehrsflächen nehmen einen Anteil von 16 % ein.

### Nachbargemeinden
- Wilhermsdorf (6,3 km)
- Großhabersdorf
- Cadolzburg (7,36 km)
- Veitsbronn (6,29 km)
- Puschendorf (4,41 km)
- Emskirchen (8,19 km)
- Hagenbüchach (4,41 km)

### Gemeindegliederung
Es gibt 23 Gemeindeteile (in Klammern ist der Siedlungstyp angegeben):
- Alizberg (Weiler)
- Burggrafenhof (Dorf)
- Erlachskirchen (Weiler)
- Gauchsmühle (Einöde)
- Göckershof (Einöde)
- Hagenmühle (Einöde)
- Hammermühle (Einöde)
- Hammerschmiede (Weiler)
- Hardhof (Weiler)
- Hausen (Weiler)
- Heinersdorf (Dorf)
- Horbach (Dorf)
- Keidenzell (Kirchdorf)
- Kirchfembach (Kirchdorf)
- Klaushof (Weiler)
- Langenzenn (Hauptort)
- Laubendorf (Pfarrdorf)
- Lohe (Dorf)
- Lohmühle (Weiler)
- Ödenhof (Einöde)
- Stinzendorf (Dorf)
- Wasenmühle (Einöde)
- Wittinghof (Weiler)

Neumühle zählt zum Gemeindeteil Langenzenn und Heinersdorfer Mühle zum Gemeindeteil Heinersdorf. Fallmeisterei ist eine Wüstung auf dem Gemeindegebiet.
Es gibt auf dem Gemeindegebiet die Gemarkungen Horbach (Gemarkungsteil 1), Keidenzell, Kirchfembach, Langenzenn und Laubendorf.  Die Gemarkung Langenzenn hat eine Fläche von 12,104 km². Sie ist in 5219 Flurstücke aufgeteilt, die eine durchschnittliche Fläche von 2319,13 m² haben. In ihr liegen neben dem namensgebenden Ort die Gemeindeteile Alizberg, Gauchsmühle, Hardhof, Lohmühle und Wasenmühle.

## Geschichte

### Vorgeschichte
Die ersten Belege für Siedlungen auf dem heutigen Stadtgebiet stammen aus der Mittelsteinzeit (um 10.000–6000 v. Chr.). Funde aus dieser Zeit, überwiegend Pfeilspitzen und kleine Werkzeuge, wurden im Hardgraben, in Stinzendorf, Erlachskirchen und Wittinghof entdeckt.
Mit Beginn der Sesshaftwerdung in der Jungsteinzeit begann der Mensch mit der Urbarmachung der Landschaft. Die dichten Wälder wurden in Ackerland verwandelt. Aus dieser Zeit wurden verschiedene Steinbeile, Pfeilspitzen und Werkzeuge gefunden, die im Heimatmuseum besichtigt werden können.
Auf dem Stadtgebiet Langenzenns liegen 13 Grabhügel aus der Hallstattzeit (um 1200–750 v. Chr.). Dies lässt auf eine relativ dichte Besiedelung in dieser Zeit schließen. Das am gründlichsten untersuchte Hügelgrab liegt im Hardwald und wurde 1896 von der Naturhistorischen Gesellschaft Nürnberg unter Leitung von Wilhelm Bernett freigelegt. Dieser Grabhügel hatte einen Durchmesser von 30 bei einer Höhe von 2,5 Metern und bestand hauptsächlich aus sauber geschichteten Sandsteinquadern, die aus einem eine Stunde weit entfernten Steinbruch stammten. Geschätzte 1100 Fuhren waren hierfür notwendig. Nach der Untersuchung wurde der Grabhügel fast vollständig abgetragen; die Steine wurden zur Ausbesserung von Wegen verwendet.
Den frühesten Hinweis auf eine Befestigung und damit auf eine dauerhafte Ansiedlung ist ein 1980 auf dem Marktplatz gefundener Eichenpfahl, der vom Rheinischen Landesmuseum Trier auf das Jahr 497 datiert wurde.

### Frühes Mittelalter

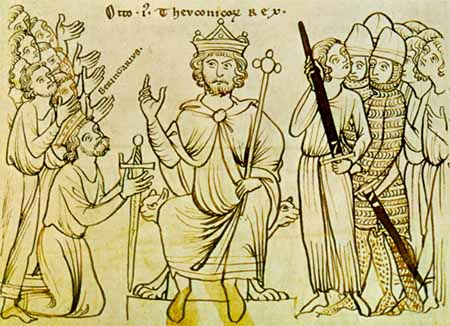
Otto I. bei seinem Sieg über Berengar II. 961

Langenzenn entwickelte sich höchstwahrscheinlich aus einem Königshof mit benachbarter Marktsiedlung. Letztere wurde bereits 903 erwähnt, als König Ludwig IV. neben anderen Gütern auch „Zenna“ Bischof Erchanbald von Eichstätt übertrug. Der Ortsname leitet sich von dem gleichlautenden Gewässernamen ab, dem das angelsächsische Wort „dānian“ (feucht sein) zugrunde liegt.
Am 16. Juni 954 hielt der deutsche König und spätere Kaiser Otto I. in „Cinnam“ einen großen Reichstag ab mit dem Ziel, die Verschwörung seines Sohnes Liudolf, des Erzbischofs von Mainz Friedrich und Konrads des Roten, Ottos Schwiegersohn, sowie etlicher weiterer Adliger zu beenden. Ottos Bruder Herzog Heinrich I. von Bayern behauptete, die Verschwörer hätten mit den zu dieser Zeit ins Land einfallenden Ungarn paktiert, was Liudolf abstritt. Er hätte lediglich den freien Abzug erkauft. Im Laufe der Versammlung unterwarfen sich Friedrich und Konrad dem König, während Liudolf in der Nacht davoneilte und erst später in Regensburg von Otto gestellt und unterworfen wurde. Nachdem das Land wieder geeint war, konnte Otto am 10. August 955 die Ungarn in der Schlacht auf dem Lechfeld vernichtend schlagen. Allein die Möglichkeit, den höchsten Reichsadel mitsamt Gefolge versorgen zu können, lässt auf eine nicht unerhebliche Wirtschaftskraft Langenzenns zu dieser Zeit schließen.

### Vom Königshof zur Stadt
Im Jahre 1021 ging Langenzenn durch eine Schenkung Kaiser Heinrichs II. mit Herzogenaurach an das Erzbistum Bamberg. Kurz vorher hatte er es von einem Grafen Chunrad zurückerhalten. Die vorherigen Besitzverhältnisse liegen im Dunkeln.
Die Nürnberger Burggrafen bauten im 13. Jahrhundert ihr Herrschaftsgebiet zielstrebig aus. Auch Langenzenn wurde um 1248 von den Zollern (später: Hohenzollern) erworben. Dadurch entstanden in der Region neue Verwaltungsgebiete, für die häufig die Königshöfe als Verwaltungs- und Gerichtssitze dienten. So wurde auch Langenzenn ein Amt.
Im Jahr 1331 wurde der Ort erstmals urkundlich als „Langencenne“ bezeugt zur besseren Unterscheidung von Ober- und Unternzenn und Zennhausen (bei Neuhof an der Zenn). In der Folgezeit erhielt Langenzenn auch das Marktrecht.

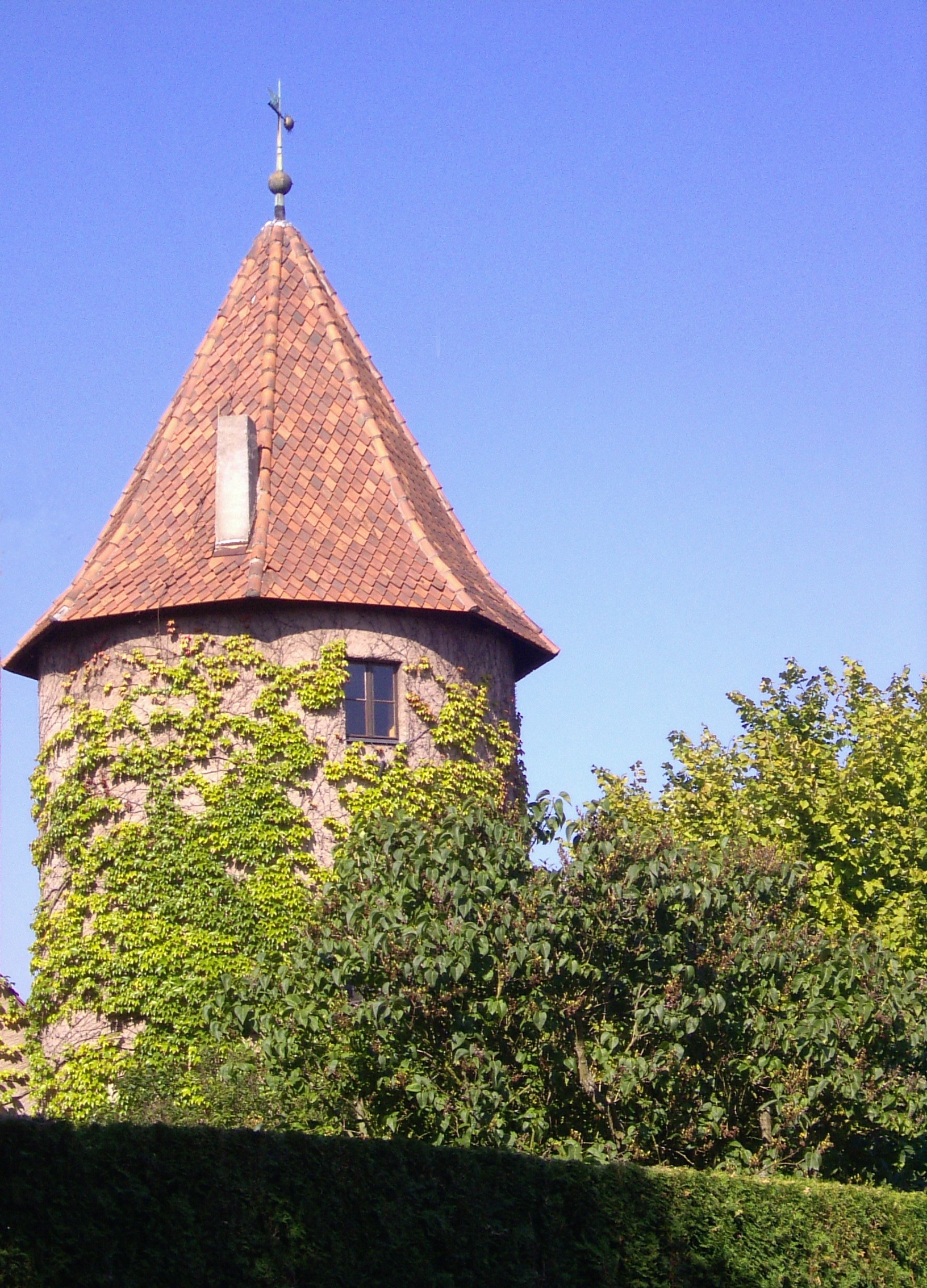
Der Lindenturm, ein Teil der Stadtbefestigung

Das Stadtrecht erhielt Langenzenn um 1360. Ebenfalls in dieser Zeit wurde das Halsgericht von Cadolzburg nach Langenzenn verlegt. Damit erhielt die Stadt neben der niederen Gerichtsbarkeit, die sie schon seit den Zeiten als Königshof innegehabt haben dürfte, auch die hohe Gerichtsbarkeit. Damit durfte in Langenzenn über schwere Straftaten gerichtet und die Todesstrafe ausgesprochen und vollzogen werden. Noch heute erinnert der Galgenberg im Osten Langenzenns daran. Die Aufgaben und Verfahren des hohen Gerichts waren in der Brandenburgische[n] Peinliche[n] Halsgerichtsordnung geregelt, die die Markgrafen Kasimir und Georg von Brandenburg-Kulmbach zunächst nach Vorbild der Bambergischen Peinlichen Halsgerichtsordnung erließen und die später die von Kaiser Karl V. auf dem Augsburger Reichstag erlassene Constitutio Criminalis Carolina ergänzte. Aus dieser Zeit sind noch viele Prozessakten erhalten geblieben mit etlichen Todesurteilen wegen Inzucht, Totschlag, Diebstahl und Mord. Von 1569 bis 1592 wurden zwölf Hexenprozesse durchgeführt und zehn Frauen und ein Mann als Hexen/Hexer verbrannt.
Das Münzrecht erhielt die Stadt am 20. Januar 1361 von Kaiser Karl IV. Damit hatte Langenzenn alle Rechte einer mittelalterlichen Stadt und war ein wichtiges Zentrum der Region.
1382 wurde in Langenzenn ein Spital gegründet. Der älteste Teil des Spitalgebäudes ist der Haupttrakt im Süden aus dem Jahr 1536. Der Stifter war möglicherweise der damalige Bamberger Domherr Johannes von Seckendorff.
Während des Städtekriegs wurde Langenzenn 1388 von durchziehenden Armeen eingeäschert. Auch die 1280 erbaute Marienkirche wurde vollständig niedergebrannt. Nur eine hölzerne Marienstatue konnte, schwarz von Ruß, jedoch unversehrt, aus der Kirchenruine geborgen werden. Die „Schwarze Maria“ war von da an und auch nach der Reformation bis 1580 Ziel von Wallfahrten. 1842 wurde sie verkauft, ihr Verbleib ist unbekannt.
Eine Urkunde von 1414 belegt, dass Langenzenn einen vom Markgrafen ernannten Vogt hatte. Zum Stadtvogteienamt gehörten neben Langenzenn die Orte Burggrafenhof, Dürrnbuch, Dürrnfarrnbach, Heinersdorf, Horbach, Keidenzell, Kirchfarrnbach, Laubendorf, Lohe, Oberulsenbach, Raindorf, Retzelfembach, Seukendorf, Siedelbach und Veitsbronn.
1464 wurden die Ämter Cadolzburg, Langenzenn und Roßtal zum Oberamt Cadolzburg zusammengefasst, in dem Langenzenn der einzige Ort mit Stadtrecht war.

### Neuzeit
Im Dreißigjährigen Krieg (1618–1648) zogen unter anderem Johann T’Serclaes von Tilly, Wallenstein und Ottavio Piccolomini mit ihren Armeen durch das Gebiet. Die Stadt wurde wiederholt (etwa im Herbst 1631) geplündert; viele Bürger flohen nach Nürnberg. Zur Wiederbesiedelung trugen nicht zuletzt die österreichischen Exulanten bei, die sich nach dem Krieg dort niederließen.

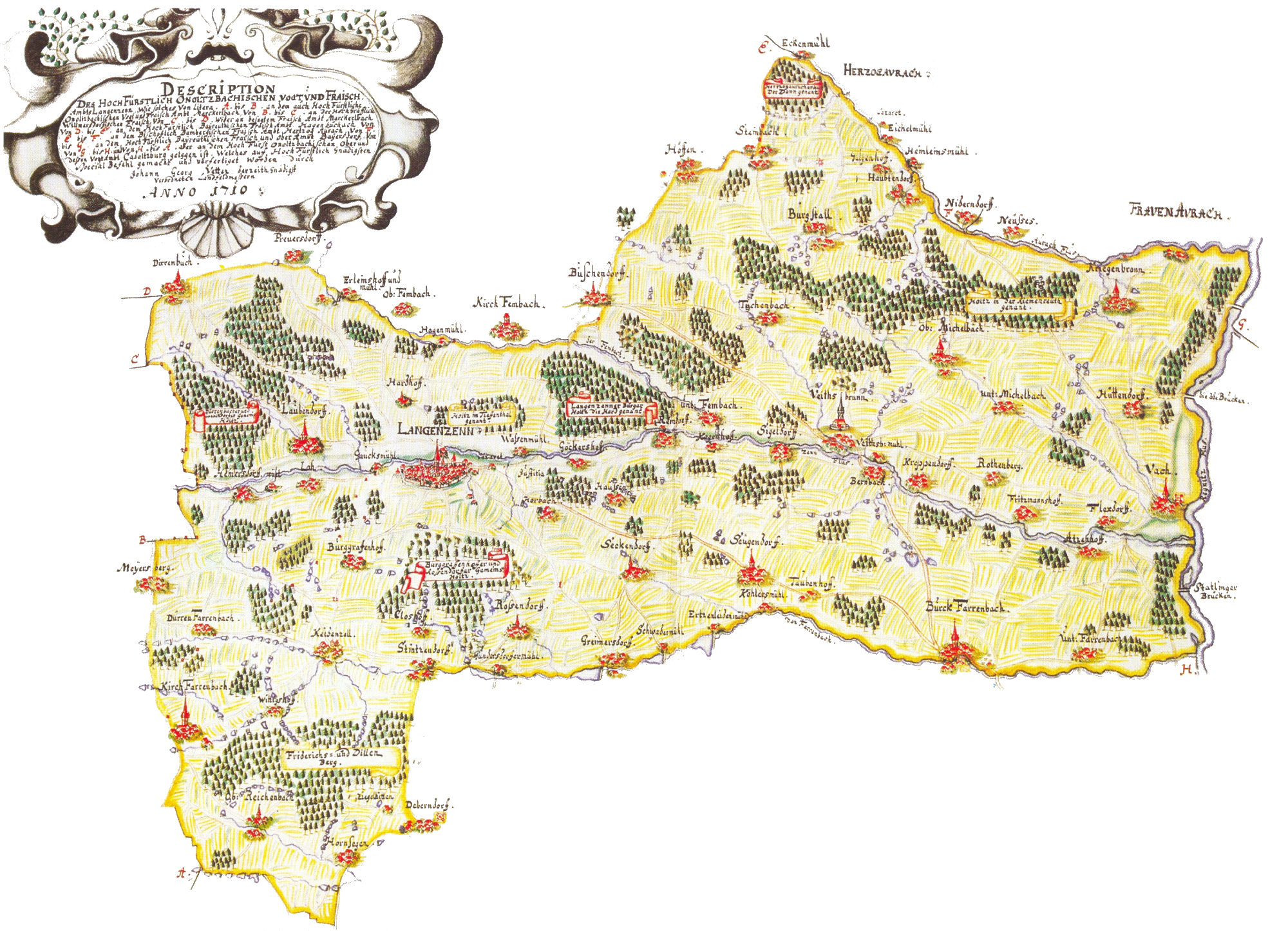
Die Vogtei Langenzenn (1710)

Dem Stadtbrand von 1720 fiel das Rathaus von 1612 zum Opfer. Ein neues, noch heute bestehendes Rathaus wurde zwischen 1721 und 1727 errichtet.
Gegen Ende des 18. Jahrhunderts gab es in Langenzenn ca. 150 Anwesen. Das Hochgericht übte das brandenburg-ansbachische Stadtvogteiamt Langenzenn aus. Die Dorf- und Gemeindeherrschaft hatte der Rat Langenzenn. Grundherren waren das brandenburg-ansbachische Kastenamt Cadolzburg (Ratshaus, Amtshaus, 12 Güter, ca. 130 Häuser) und das Klosteramt Langenzenn (Klosteranlage, 3 Häuser).
Markgraf Karl Alexander verkaufte 1791 seine beiden Fürstentümer Bayreuth und Ansbach, zu dem auch Langenzenn gehörte, an Preußen. Durch die damit verbundene Verwaltungs- und Gerichtsreform verlor Langenzenn 1797 sein Stadtvogteienamt und das Halsgericht. Ersetzt wurden sie durch das Justizamt Cadolzburg und das Kammeramt Cadolzburg, wodurch Exekutive und Legislative zum ersten Mal getrennt waren. Eine Sonderstellung behielt Langenzenn dennoch, da es als kreisunmittelbare Stadt direkt der neu gegründeten Kreisdirektion Schwabach unterstellt war. Langenzenn erhielt auch ein Stadtgericht, einen Justiz- und einen Polizeibürgermeister.

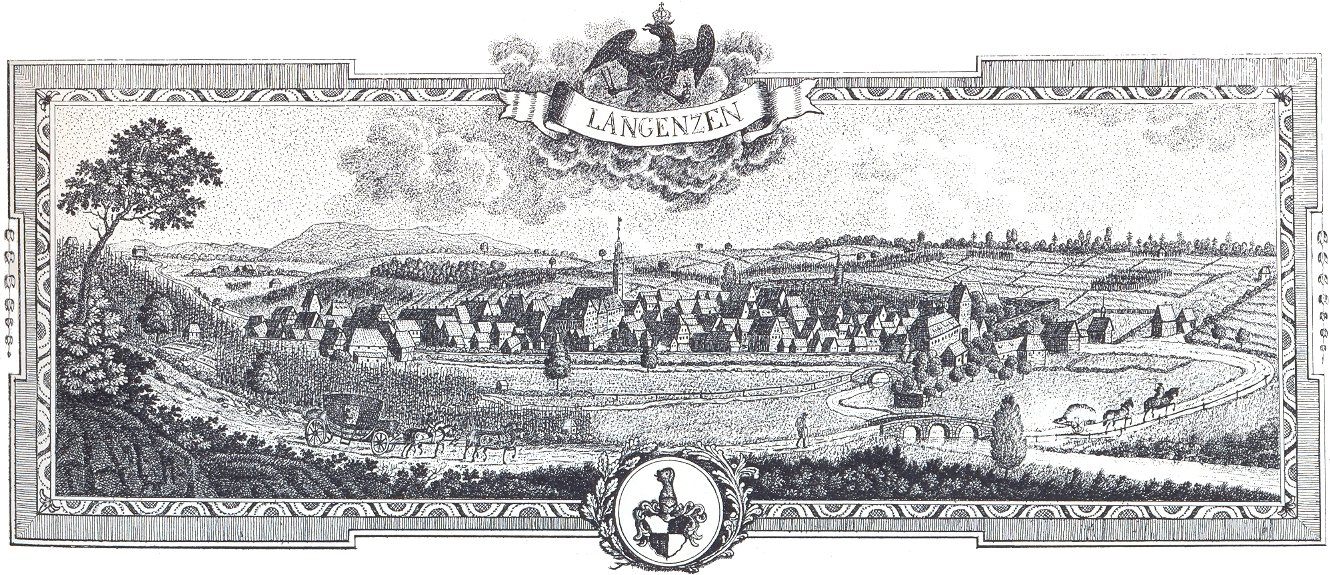
Langenzenn um 1800

Nachdem Preußen im Vierten Koalitionskrieg Napoléon unterlegen war, fiel das Fürstentum Ansbach 1806, das ab 1500 im Fränkischen Reichskreis lag, an das Königreich Bayern.
Im Rahmen des Gemeindeedikts wurde 1808 der Steuerdistrikt Langenzenn gebildet, zu dem Alizberg, Gauchsmühle, Neumühle, Lohmühle und Wasenmühle gehörten. Wenig später entstand die Munizipalgemeinde mit einem Magistrat III. Klasse Langenzenn, die deckungsgleich mit dem Steuerdistrikt war. Sie war in Verwaltung und Gerichtsbarkeit dem Landgericht Cadolzburg zugeordnet und in der Finanzverwaltung dem Rentamt Cadolzburg (1919 in Finanzamt Cadolzburg umbenannt). Dadurch verlor sie ihre Kreisunmittelbarkeit und das Stadtgericht. Mehrere Versuche seitens Langenzenns, ein königliches Amt zurückzuerhalten, verliefen erfolglos.
Ab 1862 gehörte Langenzenn zum Bezirksamt Fürth (1939 in Landkreis Fürth umbenannt). Die Gerichtsbarkeit blieb beim Landgericht Cadolzburg (1879 in Amtsgericht Cadolzburg umbenannt), seit 1931 ist das Amtsgericht Fürth zuständig. Die Finanzverwaltung wurde am 1. Januar 1929 vom Finanzamt Fürth übernommen. Die Gemeinde hatte ursprünglich eine Gebietsfläche von 11,681 km².
1865 wurde die Bahnlinie Würzburg–Neustadt–Fürth–Nürnberg eröffnet. Dadurch verringerten sich der Durchgangsverkehr und die Einnahmen aus Brücken- und Wegezoll der Stadt. Vorher war Langenzenn eine wichtige Verkehrsstation; 1850 passierten circa 5600 Fuhrwerke die Stadt.
In der zweiten Hälfte des 19. Jahrhunderts begann in Langenzenn die Industrialisierung. 1878 wurde Langenzenn an das Telegrafennetz und 1901 ans Telefonnetz angeschlossen. 1848 wurden Straßenlampen mit Petroleum eingeführt, am 9. Februar 1911 erfolgte der Anschluss ans Stromnetz. Die erste Wasserleitung wurde 1862 verlegt und musste 1895–1905 erweitert werden. Ein Grundpfeiler der wirtschaftlichen Entwicklung in dieser Zeit waren die Ziegelfabriken. Dennoch blieb Langenzenns Wirtschaftskraft weit hinter der von Fürth und Nürnberg zurück. Langenzenn wurde von einer der „bedeutendsten Städte[n] des Fürstentums Ansbach“ des frühen 19. Jahrhunderts zu einem der „unbedeutendsten Orte“ im Regierungsbezirk Mittelfranken 1920.

### Nationalsozialismus
Mitbegründer der NSDAP-Ortsgruppe war 1928 der 1920 in die NSDAP eingetretene Adolf Meyer (1895–1966).
1934 wurde in Langenzenn ein Lager des Reichsarbeitsdienstes eingerichtet (49° 29′ 38″ N, 10° 47′ 8″ O). 1935 erhielt es den Namen Adam Kraft. Dort mussten jeweils 200 junge Männer im Alter von 18 bis 25 Jahren vor dem Wehrdienst für sechs Monate den gesetzlich vorgeschriebenen Arbeitsdienst leisten.
Am 30. März 1936 wurde eine Luftschutzschule im Spital eröffnet, um die örtliche Bevölkerung in geeignete Maßnahmen bei Luftangriffen einzuweisen.
Bei der Wahlveranstaltung am Vortag der Volksabstimmung zum Anschluss Österreichs an das Deutsche Reich sprach Gauleiter und Stürmerherausgeber Julius Streicher auf dem inzwischen in Adolf-Hitler-Platz umbenannten Marktplatz. Der Stadtschreiber Ulrich vermerkte zur Wahl am 10. April 1938: „Man merkt, daß, wer wählt, dem Führer sein ‚Ja‘ gibt.“ Bei 1692 abgegebenen Stimmen gab es keine Gegenstimme.
Der Bau eines Heims der Hitler-Jugend begann am 21. Mai 1938 und es wurde 1942 fertiggestellt. Das Hermann Göring gewidmete Heim diente der HJ für verschiedene Veranstaltungen. Am 16. April 1945 zerstörten es die einrückenden Alliierten. 1948 wurde an dieser Stelle die katholische Kirche (Neubau 1972) errichtet (49° 29′ 30″ N, 10° 47′ 11″ O).
Im Zweiten Weltkrieg kamen Frauen und Kinder zunächst aus dem durch Luftangriffe gefährdeten Norden Deutschlands nach Langenzenn, später auch aus Nürnberg und Fürth. Am Ende des Krieges waren circa 2500 Flüchtlinge in der Stadt. Auch in Langenzenn gab es mehrmals Fliegeralarm; einige Gebäude brannten nach Bombenabwürfen ab.
Ab 1943 betrieb die Gestapo Nürnberg in Langenzenn ein Strafarbeitslager für Ausländer. Die Gefangenen aus Polen, Russland und Westeuropa wurden hauptsächlich in der Ziegelfertigung, aber auch in anderen Langenzenner Betrieben eingesetzt. Dort mussten sie unter schweren Misshandlungen anstrengende körperliche Tätigkeiten verrichten. Die hygienischen Bedingungen und die Nahrungsversorgung der Gefangenen war erdenklich schlecht. Die Anzahl der Internierten ist nicht bekannt; mindestens 100 Menschen fanden den Tod. Auf Grund der Misshandlungen wurde der für das Arbeitslager zuständige Polizeipräsident in Nürnberg-Fürth, SS-Obergruppenführer Benno Martin angeklagt. Am 14. November 1949 wurde er vom Landgericht Nürnberg-Fürth freigesprochen.
Am 16. April 1945 wurde Langenzenn von den Amerikanern eingenommen. Da sich die wenigen deutschen Truppen in die Außenorte verlagerten, kam es in Langenzenn kaum zu Kämpfen. Im Gegensatz dazu wurden Neuhof, wo sich die SS verschanzt hatte und Hausen – in dem heutigen Gemeindeteil Langenzenns hielten sich Soldaten der deutschen Wehrmacht auf – nahezu zerstört. Die Alliierten richteten im Zenngrund ein Kriegsgefangenenlager ein, in dem bis zu 60.000 Gefangene interniert waren. Bereits ab 8. Mai 1945 wurde es wieder aufgelöst.

### Gegenwart
Aufgrund der hohen Belastung des Stadthaushalts seit der Gesundheitsreform von 2003 beschloss der Stadtrat, das zuletzt 1994 renovierte Krankenhaus (49° 29′ 44″ N, 10° 47′ 45″ O) zu schließen. Es hatte 20 Belegbetten und schloss nach 625 Jahren am 30. Oktober 2007. 2009 folgte die Schließung des Altenpflegeheims der Hospitalstiftung. Nach erneuten Sanierungs- und Umbauarbeiten wurde das ehemalige Spital neuer Sitz der Stadtverwaltung.

Der Bau eines Bürgerwindparks – fünf Windräder – ist vorbereitet. Seit Monaten verweigert die zuständige regionale Genehmigungsbehörde ihre Zustimmung, weil Finanz- und Heimatminister Markus Söder (CSU) die Behörden angewiesen hat, vorerst keine weiteren Windparks in Bayern zu genehmigen.

### Geschichte einzelner Gemeindeteile

#### Horbach
Die erste bekannte Erwähnung des Ortes im Osten Langenzenns im Gültbuch des Sankt-Klara-Klosters Nürnberg stammt von 1316. Während kirchlich und schulisch Horbach schon immer zu Langenzenn gehörte, wurde 1808 eine eigene Gemeinde Horbach, zu der auch Göckershof, Hausen, Kagenhof, Raindorf und Seckendorf gehörten, gegründet. Bis auf Raindorf, das zu Veitsbronn kam, und Seckendorf (zu Cadolzburg) wurde die Gemeinde 1978 in Langenzenn eingemeindet.

#### Keidenzell
Keidenzell liegt südlich von Burggrafenhof und Langenzenn und nördlich des Dillenbergs. Die erste urkundliche Erwähnung war um 1365 als „Keydenzelle“. Der Dreißigjährige Krieg traf den Ort hart: Zwischen 1632 und 1660 lag er „öde“. Auch die Kirche war zerstört. Im Jahr 1808 entstand die Gemeinde Keidenzell, zu der auch Burggrafenhof, Hammerschmiede, Klaushof, Ödenhof, Stinzendorf und Wittinghof gehörten. Am 1. Mai 1978 wurde sie nach Langenzenn eingemeindet.

#### Kirchfembach
Kirchfembach wurde erstmals um 1150 urkundlich erwähnt, als ein „Ekkehard de Vuenbach“ einen Vertrag des Abtes des Bamberger Klosters Michelsberg und des Bischofs von Würzburg bezeugte. Bis zum Beginn des 18. Jahrhunderts gehörte der Ort zu Emskirchen. Nach Verwüstungen während des Dreißigjährigen Krieges waren 1648 von vorher 24 Herdstätten nur noch sieben Höfe bewohnt. 1808 wurde die politische Gemeinde Kirchfembach gebildet, zu der die Hagenmühle und die Hammermühle gehörten. Am 1. Januar 1972 wurde diese Gemeinde in Langenzenn eingegliedert. Seitdem wird das unter Denkmalschutz stehende Schulgebäude nicht mehr als Schule genutzt.

#### Laubendorf

Laubendorfs spätgotische Pfarrkirche St. Georg

Laubendorf, erstmals 1237 als „Lubendorff“ und sechs Jahre später als „Lovbendorf“ in Urkunden erwähnt, liegt zwei Kilometer zennaufwärts im Westen Langenzenns.
1407 wurde erstmals eine Pfarrkirche in Laubendorf erwähnt. Ein Tausch mit dem Bamberger Domkapitel im Jahre 1424, veranlasst von Friedrich I. von Brandenburg, brachte das Pfarrlehen Laubendorf in den Besitz des Augustinerchorherrenstifts Langenzenn. Deshalb wurde Laubendorf nach 1525 protestantisch. Der Ort erlebte während des Dreißigjährigen Krieges mehrere Truppendurchzüge und wurde des Öfteren geplündert und gebrandschatzt.
Wie Horbach und Keidenzell wurde Laubendorf 1808 eine politische Gemeinde. Zu ihr gehörten neben Laubendorf Erlachskirchen, Hardhof, Heinersdorf und Lohe. 1822 wurde Laubendorf aus dem Dekanat Cadolzburg ausgegliedert und kam zum Dekanat Markt Erlbach. Am 1. Juli 1972 kam Laubendorf im Zuge der Gebietsreform zu Langenzenn.

### Eingemeindungen
Am 1. Januar 1972 wurde die Gemeinde Kirchfembach im Zuge der der Gebietsreform in Bayern nach Langenzenn eingegliedert. Am 1. Juli 1972 wurde die Gemeinde Laubendorf eingegliedert, am 1. Mai 1978 die Gemeinde Horbach (ohne Raindorf und Seckendorf) und Keidenzell.

### Einwohnerentwicklung
Gemeinde Langenzenn
| Jahr      | 1818   | 1840   | 1852   | 1861   | 1867   | 1871   | 1875   | 1880   | 1885   | 1890   | 1895   | 1900   | 1905   | 1910   | 1919   | 1925   | 1933   | 1939   | 1946   | 1950   | 1961   | 1970   | 1987   | 2007   | 2011   | 2016   |
| Einwohner | 1489   | 1995   | 1864   | 1786   | 1759   | 1744   | 1712   | 1776   | 1732   | 1722   | 1795   | 1951   | 1973   | 2003   | 1925   | 2078   | 2307   | 2811   | 3816   | 4277   | 4794   | 5221   | 8193   | 10518  | 10303  | 10511  |
| Häuser    | 172    | 186    |        |        |        | 195    |        |        | 222    | 219    |        | 226    |        |        |        | 273    |        |        |        | 401    | 659    |        | 2030   |        |        | 2934   |
| Quelle    | [ 40 ] | [ 41 ] | [ 42 ] | [ 43 ] | [ 44 ] | [ 45 ] | [ 46 ] | [ 47 ] | [ 48 ] | [ 49 ] | [ 42 ] | [ 50 ] | [ 42 ] | [ 51 ] | [ 42 ] | [ 52 ] | [ 42 ] | [ 42 ] | [ 42 ] | [ 53 ] | [ 23 ] | [ 54 ] | [ 55 ] | [ 56 ] | [ 56 ] | [ 56 ] |

Ort Langenzenn
| Jahr      | 001818 | 001840 | 001861 | 001871 | 001885 | 001900 | 001925 | 001950 | 001961 | 001970 | 001987 |
| Einwohner | +1489  | 1966   | ×1726  | 1687   | 1684   | 1893   | 2029   | *4220  | *4733  | †5128  | °5499  |
| Häuser    | +172   | 186    |        |        | 213    | 216    | 267    | *395   | *648   |        | °1332  |
| Quelle    | [ 40 ] | [ 41 ] | [ 43 ] | [ 45 ] | [ 48 ] | [ 50 ] | [ 52 ] | [ 53 ] | [ 23 ] | [ 54 ] | [ 55 ] |

Einwohnerentwicklung der Ortschaften, die heute zu Langenzenn gehören (oben) sowie des historischen Gebiets von Langenzenn (unten).

Die Einwohnerzahl Langenzenns stieg nach dem Zweiten Weltkrieg durch die Aufnahme von Heimatvertriebenen stark an. Allein 1000 katholische Neubürger wurden in der vorher überwiegend evangelischen Gemeinde aufgenommen.
Die zweite große Wachstumsphase kam durch die Gebietsreformen von 1972 und 1978, bei denen Kirchfembach, Laubendorf, Keidenzell und Horbach eingemeindet wurden und Langenzenn sein heutiges Gemeindegebiet erhielt. In den 1990er Jahren stieg die Einwohnerzahl durch vermehrten Zuzug und eine höhere Geburtenrate weiter an.
Seit Anfang war Jahrtausends nimmt die Bevölkerung Langenzenns leicht mit durchschnittlich 0,2 % pro Jahr ab. Zwar ziehen mehr Menschen nach Langenzenn als wegziehen, dadurch wird jedoch die im Vergleich zur Geburtenrate höhere Sterberate nicht ausgeglichen.
Ab 2008 ergaben sich nur noch geringfügige Schwankungen bei der Einwohnerzahl.

## Politik

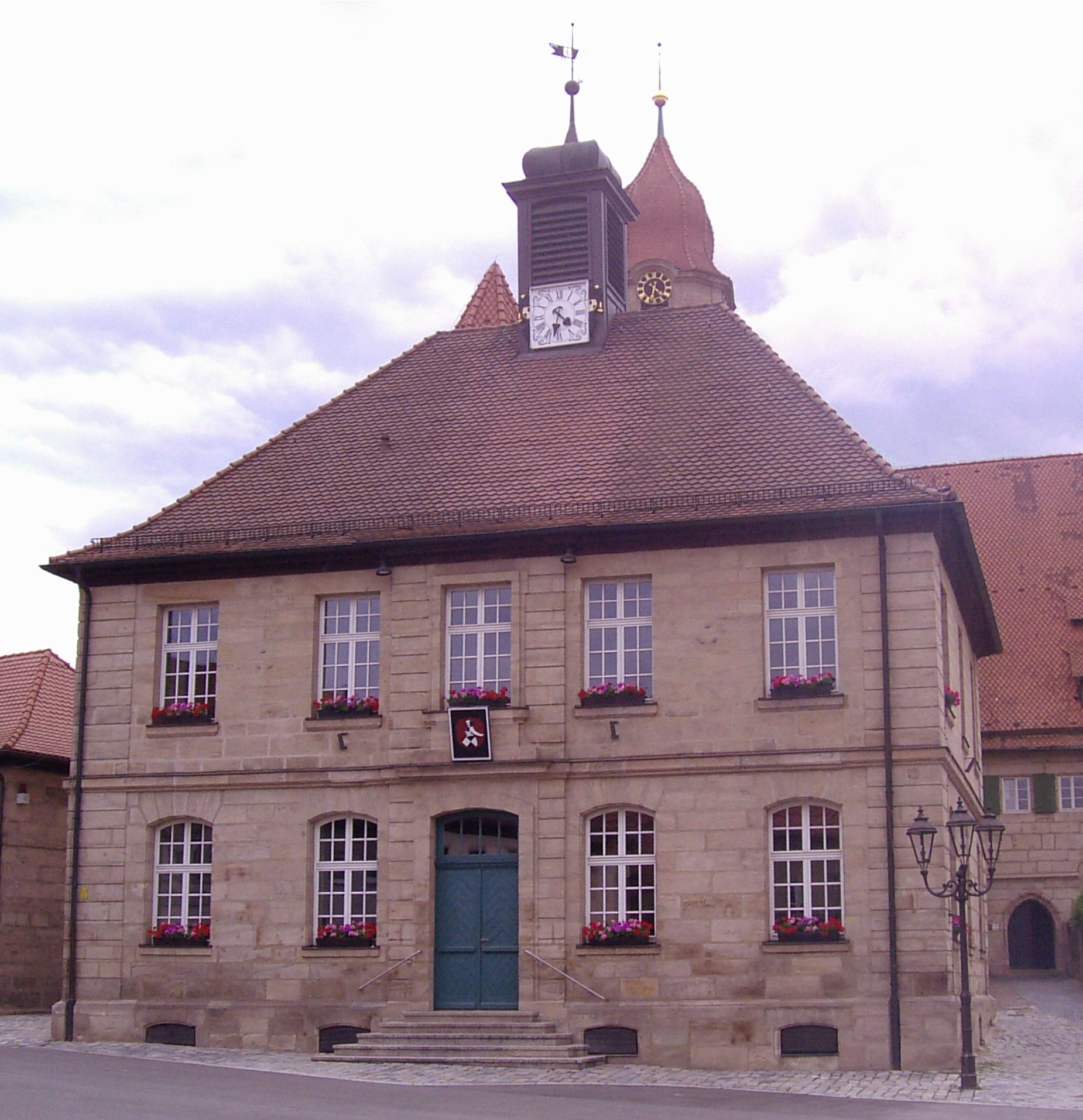
Altes Rathaus, erbaut von 1721 bis 1727

Der Bürgermeister von Langenzenn wird nach der bayerischen Gemeindeordnung direkt gewählt und seit 1973 von der CSU, die auch die stärkste Partei im Stadtrat ist, gestellt. Langenzenn gehört zum Bundestagswahlkreis Fürth (Wahlkreis 243).

### Stadtrat
Der Stadtrat von Langenzenn hat 24 Mitglieder.
|      | CSU | SPD | Grüne | FDP | FW | Gesamt   |
| ---- | --- | --- | ----- | --- | -- | -------- |
| 2002 | 11  | 8   | 1     | 4   | 4  | 24 Sitze |
| 2008 | 9   | 7   | 2     | 2   | 4  | 24 Sitze |
| 2014 | 10  | 7   | 3     | 1   | 3  | 24 Sitze |
| 2020 | 9   | 5   | 4     | 2   | 4  | 24 Sitze |

Bei der Kommunalwahl 2020 erreichte die CSU 34,61 %, die SPD 21,57 %, die Freien Wähler 17,97 %, die Grünen 16,62 % und die FDP 9,24 % der Stimmen.

### Bürgermeister
Bei der Kommunalwahl am 2. März 2008 setzte sich Jürgen Habel (CSU) mit 50 % der Stimmen gegen die Kandidaten von SPD (28,2 %) und Freie Wähler (21,8 %) durch. 5784 der 8292 stimmberechtigten Bürger wählten, dies entspricht einer Wahlbeteiligung von 69,8 %. Bei der Kommunalwahl 2014 gab es mit Irene Franz (SPD) eine Gegenkandidatin. Habel wurde mit 63 % der Stimmen wiedergewählt, wobei die Wahlbeteiligung mit 64 % im Vergleich zur Wahl 2008 leicht gesunken war. Bei der Kommunalwahl am 15. März 2020 gab es mit Melanie Plevka (SPD), Alfred Jäger (FW) und Markus Vogel (FDP) drei Gegenkandidaten. Im ersten Wahlgang wurde Habel mit 42,16 % und Plevka mit 25,09 % gewählt. Bei der darauffolgenden Stichwahl am 29. März 2020 setzte sich Habel mit 57,83 % durch. Die Wahlbeteiligung mit 65,50 % bei der Kommunalwahl und 68,83 % bei der Stichwahl stieg im Vergleich zur Wahl 2014 leicht an.
Die Bürgermeister waren:
- 1920–1929 Kaspar Geber (Mittelstandsliste)
- 1929–1945 Leonhard Binder (Mittelstandsliste, ab 1932 NSDAP)

Da Binder vor dem Eintreffen der Alliierten floh, setzte die amerikanische Militärregierung 1945 zunächst den Stadtpfarrer Hanns Ott, danach Johann Walther, Paul Lotter und Johann Hertlein als Bürgermeister ein. Letzterer wurde bei der Wahl 1946 bestätigt.
- 1945–1952 Johann Hertlein,
- 1952–1960 Leonhard Binder (CSU),
- 1960–1972 Willi Roßkopf (SPD),
- 1972–1978 Fritz Krippner (FDP),
- 1978–2008 Manfred Fischer (CSU),
- seit 1. Mai 2008 Jürgen Habel (CSU).

### Wappen und Flagge
Wappen
| Wappen Gde. Langenzenn | Blasonierung: „In Rot ein von Silber und Schwarz gevierter gelehnter Schild, bekrönt mit einem Kübelhelm; Helmzier: ein von Silber und Schwarz gevierter Brackenkopf, der unten zu einer silbernen und schwarzen Helmdecke ausgezogen ist.“                                                |
| Wappen Gde. Langenzenn | Wappenbegründung: Aus dem Jahr 1390 ist der Abdruck eines Siegels mit dem Vollwappen der zollerischen Burggrafen überliefert: dem gevierten Schild, Helm und Brackenkopf als Helmzier. Es weist auf ihre Herrschaft in Langenzenn hin. Die Gemeinde Langenzenn führt seit 1954 ein Wappen. |

Flagge
Die Gemeindeflagge ist weiß-schwarz.

## Kultur und Sehenswürdigkeiten

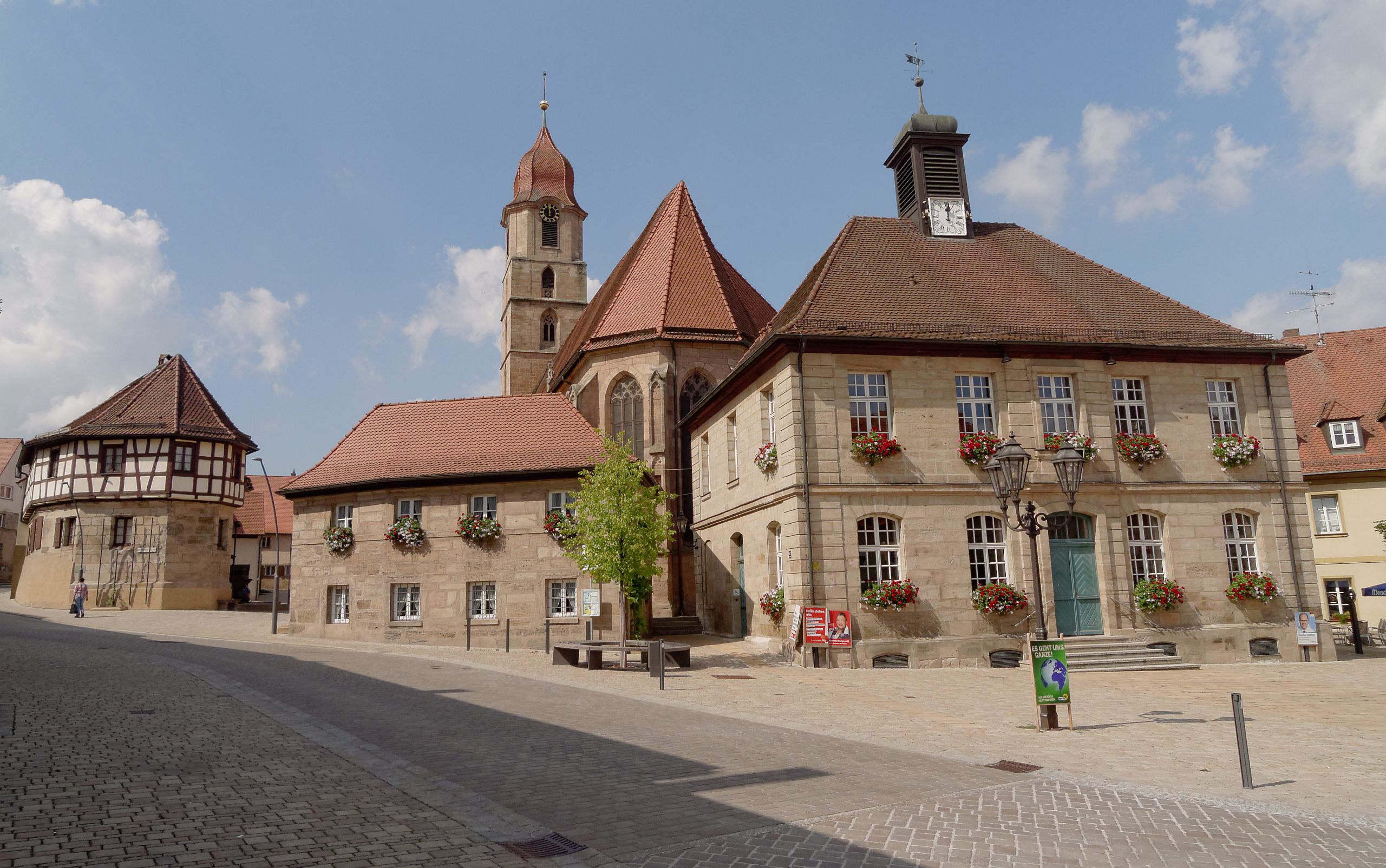
Ortszentrum mit Heimatmuseum, Kloster und Altem Rathaus

### Theater
Die Klosterhofspiele Langenzenn e. V. bieten jeden Sommer Freilufttheater, darunter das Kindertheater Klostermäuse, im Klosterhof. In der Spielzeit von Juni bis August werden Komödien von Schriftstellern wie Molière, Goldoni und Shakespeare gezeigt. Der Verein besteht seit 1981. Außerdem gibt es den Jugendtheaterclub (JTC) Klappe, der 2013 Die Welle im Kulturhof Langenzenn aufführte.
Ebenfalls im Klosterhof zeigt die Hans Sachs-Spielgruppe Langenzenn e. V. jedes Jahr drei Schwänke des Nürnberger Schuhmachers und Poeten Hans Sachs. Zur 1050-Jahr-Feier Langenzenns 2004 wurde das Kaiserspiel wieder aufgeführt, das den Reichstag 954 zum Thema hat und erstmals zum tausendjährigen Stadtjubiläum inszeniert wurde. Zum zehnjährigen Vereinsjubiläum wurde 2006 der Langenzenner Jedermann nach Hugo von Hofmannsthal unter Regie von Gabriele Küffner auf dem neu gestalteten Marktplatz gespielt.

### Museen

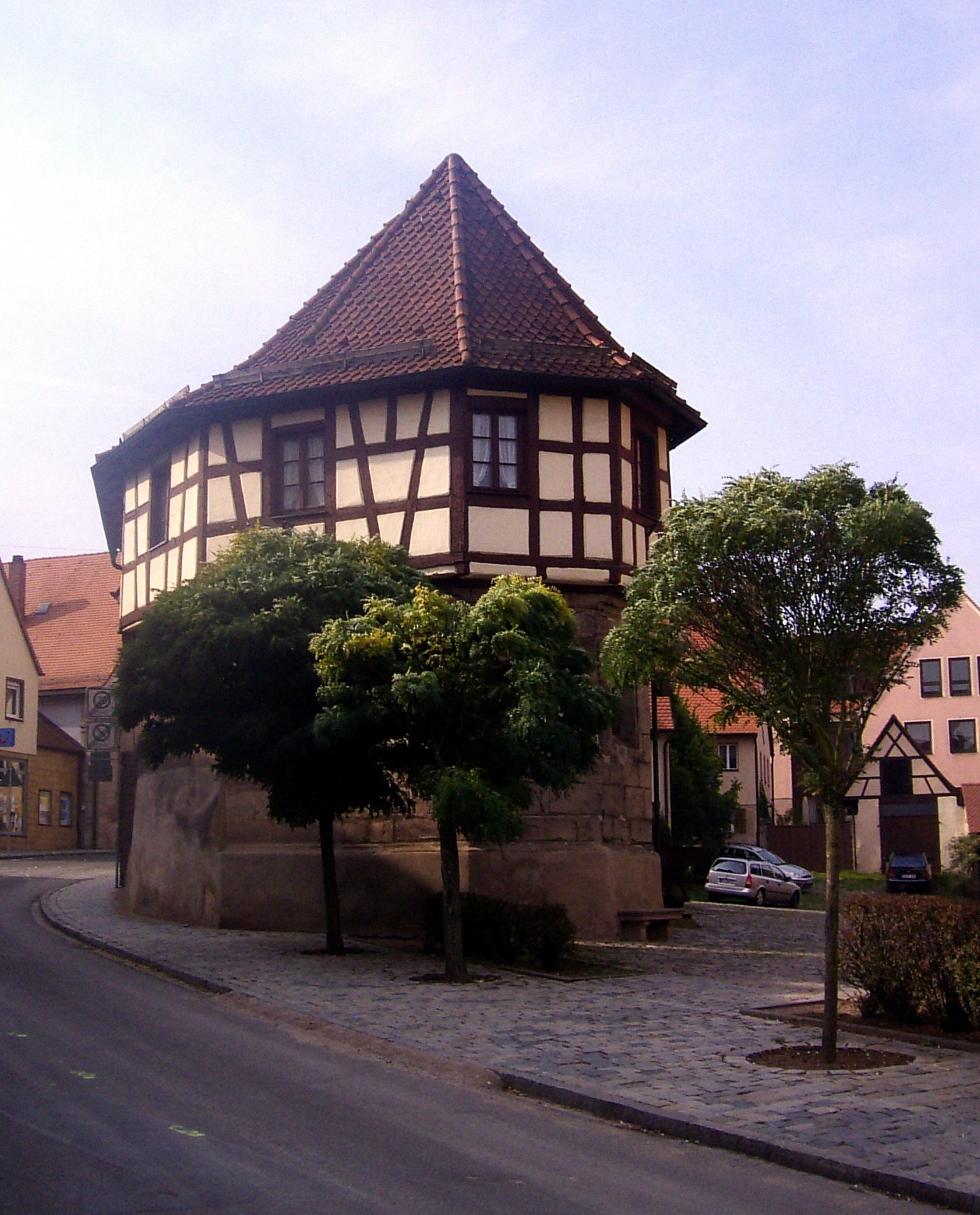
Heimatmuseum

Das Heimatmuseum wurde 1957 eröffnet. Seit 1976 ist es mit einer Dauerausstellung im Sörgel-Haus (49° 29′ 39″ N, 10° 47′ 40″ O) neben der Stadtkirche untergebracht. Aufgrund der gestiegenen Zahl der Exponate wird inzwischen auch die benachbarte Fronveste für Ausstellungen genutzt. Gezeigt werden unter anderem frühgeschichtliche Funde aus dem Zenngrund wie Saurierfußabdrücke, Münzen aus der Römerzeit und aus Langenzenner Prägung bis hin zu regionalen Trachten. Außerdem gibt es jährlich wechselnde Sonderausstellungen zur Geschichte Langenzenns.

### Bauwerke

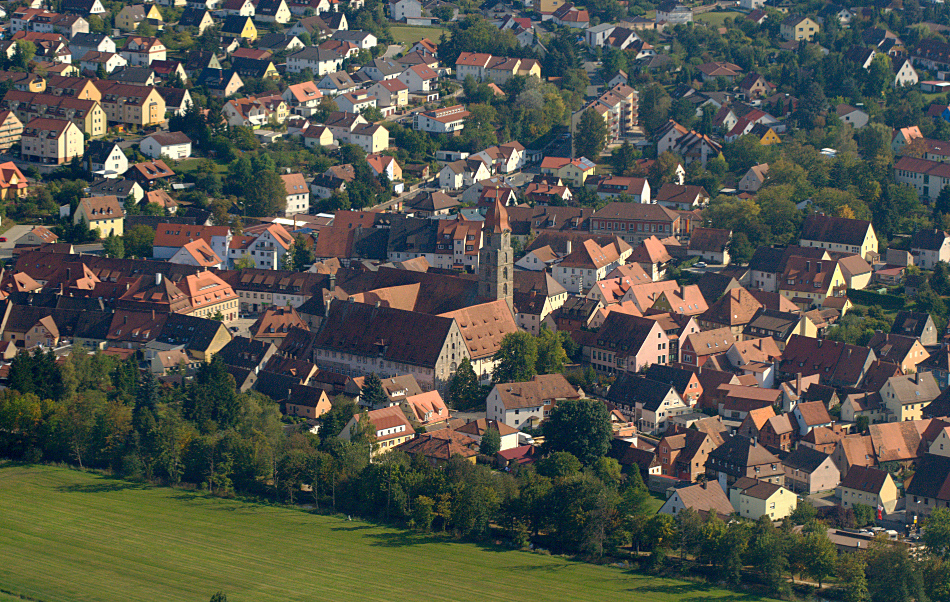
Das Augustiner-Chorherrenstift in der Langenzenner Altstadt

Bekannt ist Langenzenn für seine Klosteranlage der Augustiner-Chorherren (49° 29′ 40″ N, 10° 47′ 39″ O) aus dem Jahr 1409 mit einem besonders gut erhaltenen Kreuzgang. Das Stift wurde von den Nürnberger Burggrafen Johann III. und Friedrich VI. gegründet. 1460 wurde das Kloster von einfallenden Truppen zerstört, konnte aber innerhalb von acht Jahren wieder aufgebaut werden. Lange Zeit war es Wallfahrtsort zur „Schwarzen Maria“. Mit der Säkularisation und dem Tod des letzten Propstes Burger im Jahr 1537 endete das Klosterwesen in Langenzenn. Danach wohnte im Kloster der markgräfliche Verwalter. Ab 1560 wurde es bis 1801 als Dekanatssitz benutzt und diente von 1797 bis 1806 als Kaserne einer preußischen Invalidenkompanie. Nach einer Nutzung als Schulgebäude kamen 1950 Pfarramt und Pfarrerwohnungen ins Kloster. Da bei einer Renovierung der Wohnungen giftiges Holzschutzmittel verwendet wurde, blieb lange Jahre nur das Pfarramt im Kloster. Heute werden die Pfarrwohnungen von den beiden im Klosterhof spielenden Theatergruppen zur Vorbereitung genutzt.

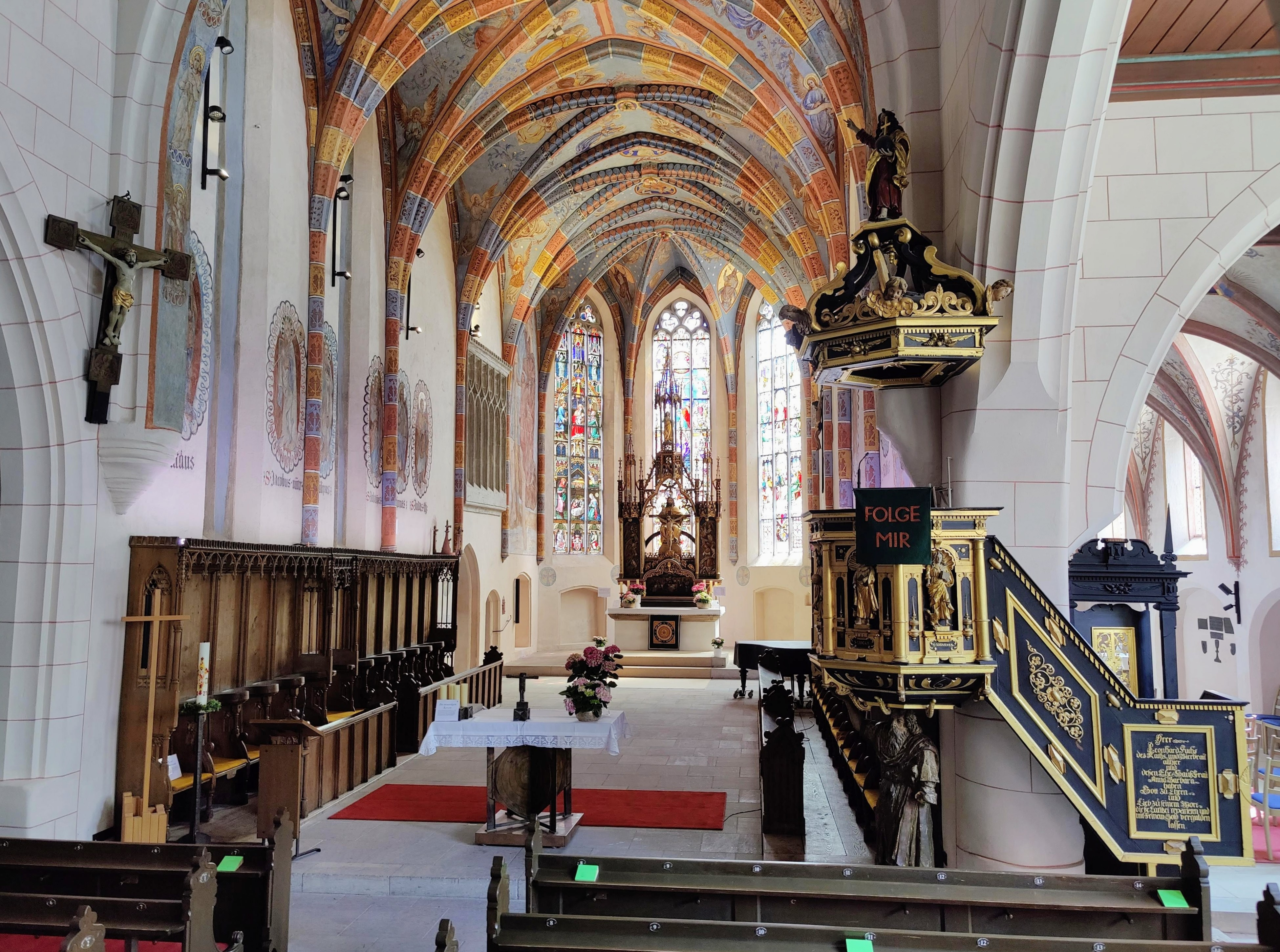
Stadtkirche Langenzenn, Hauptschiff

Die Stadtkirche wurde von Friedrich V. gestiftet und 1369 fertiggestellt. Einiges spricht dafür, dass das Konzept für die dreischiffige Basilika mit Einturmfassade von Peter Parler entworfen wurde. Die Rundfenster des Mittelschiffs, von dem nur noch das auf der Südwand des Turmes gelegene das originale Maßwerk enthält, sind in Franken einzigartig. Ab 1409 war sie die Kirche des Stifts und schloss südlich an den Kreuzgang an. Aufgrund der klösterlichen Klausur konnte das Nordportal nicht mehr als Brautpforte dienen. Dafür wurde dann das Portal im Süden genutzt. Heute ist das Gebäude evangelische Pfarrkirche.
Die Ursprünge der St.-Georgs-Kirche (49° 29′ 44″ N, 10° 45′ 11″ O) im Ortsteil Laubendorf werden etwa auf die Mitte des 14. Jahrhunderts datiert, die erste bekannte schriftliche Erwähnung stammt von 1407. Erstmals renoviert wurde sie 1488, wie die Jahreszahl über dem Haupteingang anzeigt. Sie hat gotische Spitzbogenfenster und einen gotischer Chor. Wandmalereien, die 1936 entdeckt wurden, stammen aus dem 15. Jahrhundert. Eine Holzfigur des heiligen Georgs wird auf die Zeit um 1500 datiert. Ebenfalls sehenswert sind die Kanzel von 1688 und der Taufstein von 1699.
Die Stadtbefestigung stammt aus dem 14. Jahrhundert. Neben dem in Teilen erhaltenen Mauerring gehörten dazu das Sanktus- oder Flurerstor, das Schreiberstor, das Untere und das Obere Tor, die mit dem Lindenturm zwischen 1875 und 1891 auf Veranlassung des damaligen Stadtverschönerungsvereins abgetragen wurden. 1966 wurde auch das Wart- oder Fuchstürmchen zerstört. Nur der Lindenturm wurde 1954 anlässlich der 1000-Jahr-Feier wieder aufgebaut.
Die Pläne für das Alte Rathaus (49° 29′ 40″ N, 10° 47′ 41″ O) am Prinzregentenplatz, ein Sandsteinquaderbaus von 1727, gehen auf Johann David Steingruber zurück. Aus etwa der gleichen Zeit, nach dem Brand von 1720, sind auch einige Gast- und Wohnhäuser erhalten.
Die evangelische Kirche in Kirchfembach ist eine romanische Chorturmkirche aus dem 11. Jahrhundert, die teilweise im gotischen Stil umgebaut wurde. Die Marienglocke stammt aus dem 13., die beiden anderen aus dem 14. und 15. Jahrhundert. Geweiht wurde die Kirche dem Heiligen Veit, einem der vierzehn Nothelfer.

### Regelmäßige Veranstaltungen
- Die Langenzenner Kirchweih findet am ersten Wochenende nach Pfingsten statt.
- Am Samstag nach der Sommersonnenwende veranstaltet die Hans-Sachs-Spielgruppe eine große Sonnwendfeier am Schwanenweiher.
- In Laubendorf richten die Sport- und Sängerfreunde Laubendorf am letzten Samstag im August ein Dorffest aus.
- Am zweiten Samstag im September wird das Altstadtfest rund um den Prinzregentenplatz ausgerichtet.
- Am dritten Advent wird jedes Jahr der Langenzenner Weihnachtsmarkt von den ortsansässigen Vereinen in der Altstadt organisiert.

### Landesgartenschau 2032
Im Sommer 2022 erhielt Langenzenn den Zuschlag für die Ausrichtung der bayerischen Landesgartenschau 2032.

## Wirtschaft und Infrastruktur
Die Umsatzsteuerstatistik des Bayerischen Landesamts für Statistik weist für Langenzenn (Stand 2015) insgesamt 495 umsatzsteuerpflichtige Betriebe aus, die zusammen Waren und Leistungen im Wert von über 560 Millionen Euro erzeugen.
 Damit liegt Langenzenn hinter Zirndorf (1,189 Milliarden Euro) und Cadolzburg (608 Millionen Euro) an dritter Stelle der 14 Gemeinden im Landkreis. Auch mit einer Verschuldung von 469 Euro pro Einwohner (4,88 Millionen Euro; Stand 2014) liegt Langenzenn auf einem der vorderen Plätze im Landkreis. 2010 waren 5125 Einwohner einkommensteuerpflichtig, wobei durchschnittlich 33.515 Euro Einkünfte pro einkommensteuerpflichtiger Person erzielt wurden.

### Verkehr
Langenzenn liegt direkt an der Bundesstraße 8 (Südwesttangente) und ist dadurch an das Ballungszentrum Nürnberg/Fürth angeschlossen. Die Kreisstraße FÜ 11 verläuft an der Gauchsmühle vorbei zu einer Anschlussstelle der B 8 (1,3 km westlich) bzw. nach Kirchfembach (2,4 km nordöstlich). Die FÜ 17 verläuft zu einer Anschlussstelle der B 8 (1,3 km südwestlich) bzw. am Göckershof vorbei nach Raindorf (3,8 km östlich). Gemeindeverbindungsstraßen führen zur B 8 bei Erlachskirchen (3 km nordwestlich), nach Horbach (1,1 km östlich) und nach Klaushof (2,8 km südlich).
Die Bahnstrecke Siegelsdorf–Markt Erlbach (Zenngrundbahn) wurde 1872 als erste Vizinalbahn gebaut. Auf ihr verkehrt die Linie RB 12 Markt Erlbach–Fürth Hbf im Stundentakt. DB Regio Franken setzt unter dem Namen Mittelfrankenbahn dabei Dieseltriebwagen des Typs Alstom Coradia LINT 41 (Baureihe 648) und LINT 54 (Baureihe 622) ein. Auf dem Gebiet der Stadt befinden sich drei Haltepunkte: Langenzenn im östlichen Teil, Hardhof im westlichen Teil von Langenzenn und Laubendorf. Bei Kirchfembach tangiert die Bahnstrecke Fürth–Würzburg das Stadtgebiet. Die nächsten Bahnstationen befinden sich in Puschendorf im Osten und Hagenbüchach im Westen von Langenzenn.
Fünfmal täglich fährt die Regionalbuslinie 136 zwischen Langenzenn, Cadolzburg und Ammerndorf. Die Linie 152 verbindet Keidenzell und Stinzendorf mit Kirchfarrnbach, Cadolzburg, Zirndorf und Oberasbach. Am Wochenende verkehrt nachts der „Night Liner N22“ auf der Strecke Fürth–Langenzenn–Wilhermsdorf.
Der innerstädtische öffentliche Personennahverkehr geschieht seit 2011 durch den Bürgerbus Langenzenn (BüBLa), der mehrmals täglich auf sechs verschiedenen Linien verkehrt, wobei diese teils auf Langenzenn beschränkt sind, teils, auch die Außenorte anfahren. Alle Linien starten am Bahnhof Langenzenn. Die Fahrer sind ehrenamtlich für die Stadt tätig und im Verein Bürgerbus Langenzenn e. V. organisiert.
Durch Langenzenn verlaufen die Fernwanderwege Ansbacher Weg, Rangau-Ostweg und der KulturWanderweg Hohenzollern.

### Ansässige Unternehmen
Ziegel werden in Langenzenn seit dem 16. Jahrhundert gefertigt. Hoch aufgeschlossene Lehrbergtonschichten bieten den dafür nötigen Rohstoff. Von den vier großen Ziegeleien der Nachkriegszeit produzieren heute noch zwei Unternehmen Tonprodukte. Das ehemalige Stadlinger Ziegelwerk gehört zur Koramic Dachprodukte GmbH & Co. KG mit Sitz in Hannover und ist Teil der Wienerberger Gruppe. Das Firmengelände, auf dem seit 1897 Ziegel hergestellt werden, befindet sich am nordöstlichen Rand des Kernortes Langenzenns in Richtung Kirchfembach. Auf der gegenüberliegenden Seite des Zenngrundes stellt die Walther Dachziegel GmbH seit 1878 Tondachziegel her. Seit dem 1. Juli 2005 ist die Ziegelei ein Tochterunternehmen der Jacobi Tonwerke GmbH, Bilshausen.
Die Stahl- und Werkstoffhandelsfirma Heine + Beisswenger mit Hauptsitz in Fellbach unterhält einen Standort zwischen Langenzenn und Burggrafenhof.
Langenzenn ist der Hauptsitz der Spezialwäschereigruppe Amm GmbH, die sich auf die Reinigung von Teppichen und der Vermietung von Schmutzfangmatten spezialisiert hat. Ein Tochterunternehmen betreibt eine Internetplattform zur Online-Gestaltung von Fußmatten.
ElringKlinger AG ist als Dichtungshersteller ein international tätiger Automobilzulieferer und fertigt Abschirmteile im Zentrum Langenzenns.
ELIA Tuning und Design AG ist spezialisiert auf Renault- und Nissan-Tuning, hat aber auch Teile für VW und Dacia im Sortiment.
Seit der Gründung 1946 hat die Christian Schwaiger GmbH, ein Unterhaltungselektronikhersteller, den Hauptsitz in Langenzenn. Sie ist Mitglied der Voxx-International-Gruppe.
Ministeck wird seit 1965 von der H. und W. Gottwald Betriebs-GmbH & Co. KG in Kirchfembach gefertigt. Die Mosaikteilchen werden im Spritzgussverfahren hergestellt.

### Medien
Das Langenzenner Mitteilungsblatt erscheint zusammen mit dem Lokalanzeiger vierzehntäglich im 34. Jahrgang.

### Öffentliche Einrichtungen

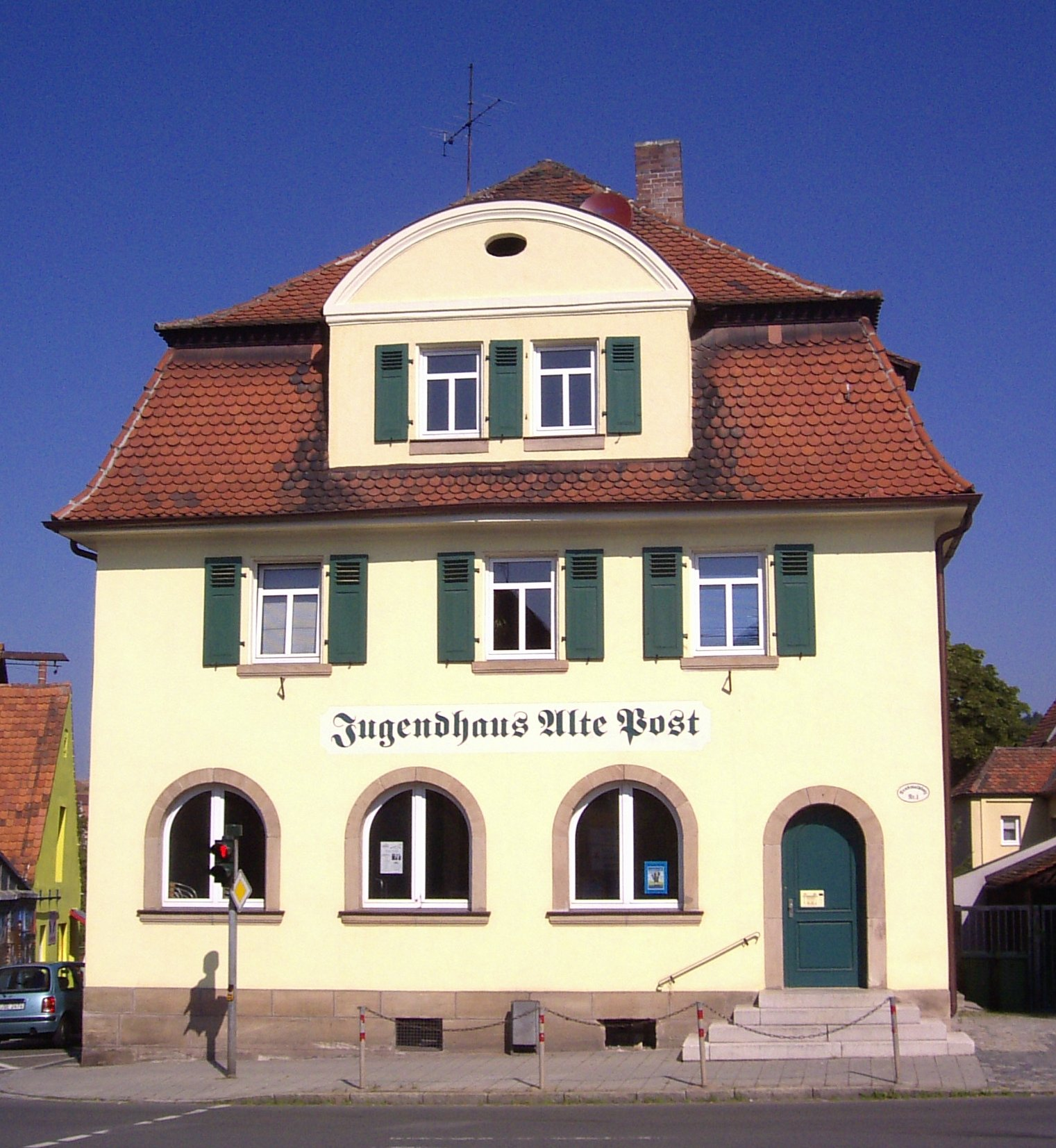
Jugendzentrum Alte Post

- Das Hallenbad mit einem 25-Meter-Sportbecken und Nichtschwimmerbereich, einem Drei-Meter-Sprungturm und einem Ein-Meter-Sprungbrett sowie einem Kinderplanschbecken besteht seit 1977.[80] Das Freibad im Ortsteil Keidenzell wurde 2007 als Schwimmteich mit einer biologischen Wasseraufbereitung umgebaut.[81] Das Freibad kann kostenlos benutzt werden.
- In dem 1994 renovierten Gebäudekomplex des Langenzenner Spitals befand sich ein Altersheim mit drei Doppel- und zehn Einzelzimmern sowie ein Pflegeheim mit 23 Plätzen (acht Doppel- und sieben Einzelzimmer).[82] Heute ist in dem Gebäude die Stadtverwaltung untergebracht.
- Das Jugendzentrum Alte Post wurde im November 1977 gegründet und ist das älteste Jugendhaus im Landkreis. Das Angebot der von der evangelisch-lutherischen Kirchengemeinde Langenzenn getragenen Einrichtung richtet sich an alle Jugendliche. Das Haus wird von engagierten Jugendlichen selbstverwaltet. Seit 1980 steht ihnen ein Diakon und seit 1999 eine Sozialpädagogin zur Seite.
- Da seit der Stadtgründung ein Stadtschreiber beschäftigt wird, besitzt Langenzenn das umfassendste Stadtarchiv des Landkreises.
- Die Stadtbücherei wird von ehrenamtlichen Helfern geführt. Als Volksbibliothek wurde diese 1903 gegründet und befindet sich seit 1983 in einem restaurierten Gebäude, das um 1730 erbaut wurde. Die Bücherei hat einen Bestand von zirka 25.000 Büchern.[83]

### Bildungseinrichtungen
Das Langenzenner Schulwesen lässt sich bis zum Jahr 1439 zurückverfolgen. Es gibt in Langenzenn ein Gymnasium sowie eine Real-, eine Mittel- und eine Grundschule.

#### Grund- und Mittelschule
Seit der Teilung der Volksschule im Jahr 1967 gibt es eine Grund- und eine Mittelschule. Im Schuljahr 2016/2017 wurden in der Grundschule 335 Schüler und in der Mittelschule 254 Schüler unterrichtet; im Schuljahr 2010/2011 waren in den beiden Schulen zusammen nur 476 Schüler eingeschult.

#### Wolfgang-Borchert-Gymnasium
Im Jahre 1984 wurde das Wolfgang-Borchert-Gymnasium aus der Langenzenner Zweigstelle des Hardenberg-Gymnasiums Fürth gegründet. Nach den Schülerzahlen ist es nach dem Dietrich-Bonhoeffer-Gymnasium in Oberasbach das zweitgrößte Gymnasium im Landkreis Fürth.
Der Neubau von 1986 musste bereits viermal erweitert werden (1989, 1995, 2004 und 2007) und hat Platz für 1179 Schüler, die zwischen dem neusprachlichen und dem mathematisch-naturwissenschaftlichen Zweig wählen können. Zum Schuljahr 2008/2009 wurde in das Schulgebäude eine Mensa für die Mittagsverpflegung der Schüler integriert.
Im Schuljahr 2010/2011 besuchten 1060 Schüler das Gymnasium. Nach dem Wegfall des G9 waren es 2012/2013 nur noch 844 Schüler. Im Schuljahr 2014/15 wies die Statistik 820 Schüler aus.

#### Realschule
Realschüler mussten bis 2009 nach Fürth oder Zirndorf pendeln. Beginnend mit dem Schuljahr 2009/2010 wurde in Kooperation mit der Mittelschule Langenzenn in Langenzenn die zweite Realschule des Landkreises eingerichtet. Im ersten Schuljahr war diese zunächst Außenstelle der Zirndorfer Realschule. Ab dem darauf folgenden Schuljahr ist sie eigenständig. Im Schuljahr 2010/2011 waren in der Realschule 168 Schüler eingeschult, im Schuljahr 2014/15 war die Schule sechsstufig voll ausgebaut, 609 Schüler in 23 Klassen besuchten die Einrichtung.

#### Kindertageseinrichtungen
Der erste Kindergarten wurde 1857 als „Kleinkindbewahranstalt“ gegründet. Seit 1963 gibt es den katholischen Kindergarten St. Marien, die beiden evangelischen Kindergärten "Pusteblume" (seit 1964) und "Regenbogen" (seit 1987) sowie seit 1989 den städtischen Kindergarten "Plapperkiste". Für Schüler der Jahrgangsstufen eins bis sechs bietet der im Herbst 1994 gegründete Hort Nachmittagsbetreuung. 2015 standen insgesamt 535 Plätze zur Verfügung, 428 Kinder wurden betreut.

### Sport
Der TSV Langenzenn wurde im Jahr 1894 gegründet und hat 15 Abteilungen, zum Beispiel Basketball, Tennis, Fußball und Schwimmen.
Der SV Burggrafenhof hat zwölf Fußballmannschaften sowie Fitness- und Kleinkunstangebote. Der SF Laubendorf hat 19 Fußballmannschaften, daneben Fitness-, Gymnastik- und Wintersportangebote.
Die Wasserwacht-Ortsgruppe Langenzenn bietet wöchentlich Schwimmkurse und Schwimmtraining an.

## Persönlichkeiten

### Söhne und Töchter der Stadt
- Sebastian Artomedes (1544–1602), evangelischer Theologe und Kirchenliederdichter
- Marie Dollinger (1910–1994), Leichtathletin
- Luise Erhard (1893–1975), Volkswirtin und Gattin von Ludwig Erhard
- Georg Krauß (1915–1973), Unternehmer und Politiker, Abgeordneter zum Bayerischen Landtag
- Horst Haßlinger (* 1943), Leichtathlet
- Brunhilde Hendrix (1938–1995), Leichtathletin
- Monika Roscher (* 1984), Jazzmusikerin, Komponistin, Sängerin und Bandleaderin

### Weitere Persönlichkeiten, die mit der Stadt in Verbindung stehen
- Gerd E. Weers (* 1928 in Friesland), Generaldirektor und Chefberater bei UTC (USA), Geschäftsführer bei ITCO in Fürth, Träger der Staatsmedaille für besondere Verdienste um die bayerische Wirtschaft, lebte in Langenzenn[92]
- Hans Dieter Hoffert (* 1934 in Oberschlesien) aus Langenzenn, Träger des Papstordens Pro Ecclesia et Pontifice[93]
- Sebastian Preiß (* 1981), aufgewachsen in Langenzenn, Handballnationalspieler und Handballweltmeister 2007
- Marcus Fahn (* 1976), aufgewachsen in Langenzenn, Moderator bei Bayern 1 und Sky Sport News HD.